# Tanks for Stalin
Pour plus de détails, voir Fiche technique et Distribution.
Tanks for Stalin (en russe : Танки, Tanki) est un film de guerre russe réalisé par Kim Droujinine, sorti en 2018.

## Synopsis
En 1940, alors que la Russie s'apprête à partir en guerre contre l'Allemagne nazie, un nouveau modèle de char doit être envoyé secrètement à Moscou pour être présenté, lors d'un défilé militaire, à Staline. Pourtant, ce dernier interdit le transport du tank par train ainsi que sa démonstration publique tant qu'il n'aura pas été testé sur le terrain afin de s'assurer de sa force indestructible. Fabriqué dans une usine de Kharkov par des ingénieurs et des métallurgistes, le T-34 s'avère être un blindé doté d'une grande puissance de feu. Son concepteur, Mikhaïl Kochkine, et quelques ouvriers décide d'outrepasser l'ordre de Staline et de faire traverser clandestinement plus de 800 kilomètres, en passant par la campagne soviétique, à deux prototypes pour prouver leur surpuissance militaire. Pourtant, leur route s'avère rapidement semée d'embûches et se transforme en course contre la montre pour arriver à temps sur la Place Rouge. Poursuivis par les nazis, Kochkine en profite pour prouver la puissance de ses nouveaux chars ainsi que la supériorité de l'armée soviétique...

## Fiche technique
- Titre : Tanks for Stalin
- Titre original : Танки (Tanki)
- Réalisation : Kim Droujinine
- Scénario : Andreï Nazarov
- Montage : Alexeï Maklakov
- Musique : Mikhaïl Kostylev
- Production : Oleg Antipov et Dmitri Chtcherbanov
- Pays d'origine :  Russie
- Langue originale : russe
- Format : couleur
- Genre : guerre
- Durée : 95 minutes
- Dates de sortie  :
  -  Russie : 26 avril 2018
  -  France : 5 juin 2019 (DVD)

## Distribution
- Andreï Merzlikine (VF : Lionel Tua) : l'ingénieur Mikhaïl Kochkine
- Anton Filipenko : le lieutenant du NKVD Piotr Mizulin
- Nikolaï Gorchkov : Georgy Zhukov
- Iouri Itskov : Batya, chef du Centre de la Garde Blanche
- Guéorgui Maïssouradze : Joseph Staline
- Alexeï Ovsiannikov : Gozzo, commandant du groupe de reconnaissance allemand
- Dmitri Podnozov :  Vasily Krivich, ingénieur d’essai du char n ° 1 (agent secret de l’Abwehr)
- Mats Reinhardt : lieutenant Geige,r chef de l’unité de renseignement allemande
- Sergueï Stoukalov : Nikolaï Kairat, mécanicien-conducteur du char n° 2
- Aglaïa Tarassova  : métallurgiste Lidiya Kataeva
- Alexandre Tioutine : Commandant Grigory Kulik
- Vladimir Veriovotchkine :  l’un des saboteurs